# Hugo (Adelsgeschlecht)

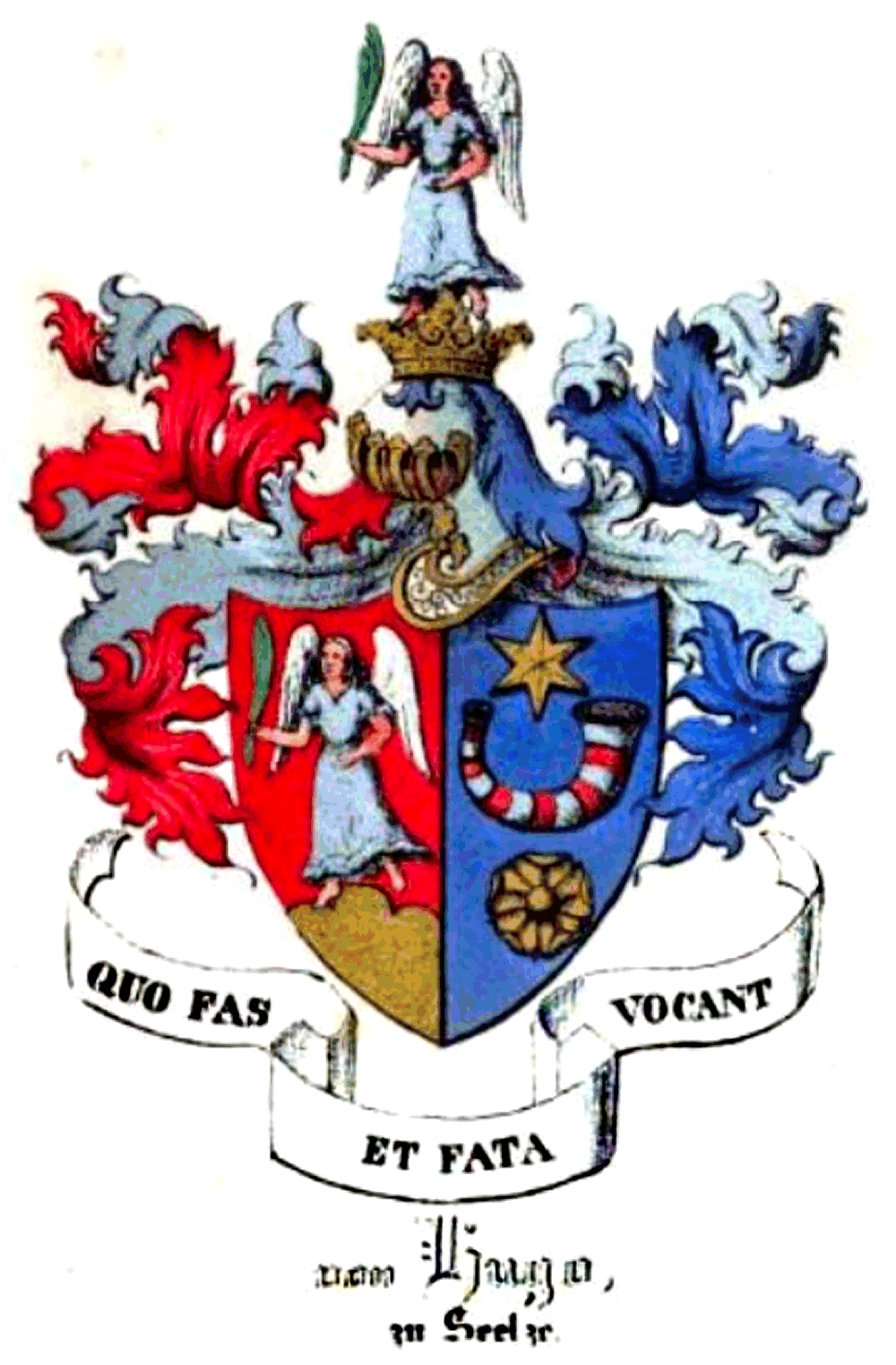
Wappen derer von Hugo (1732)

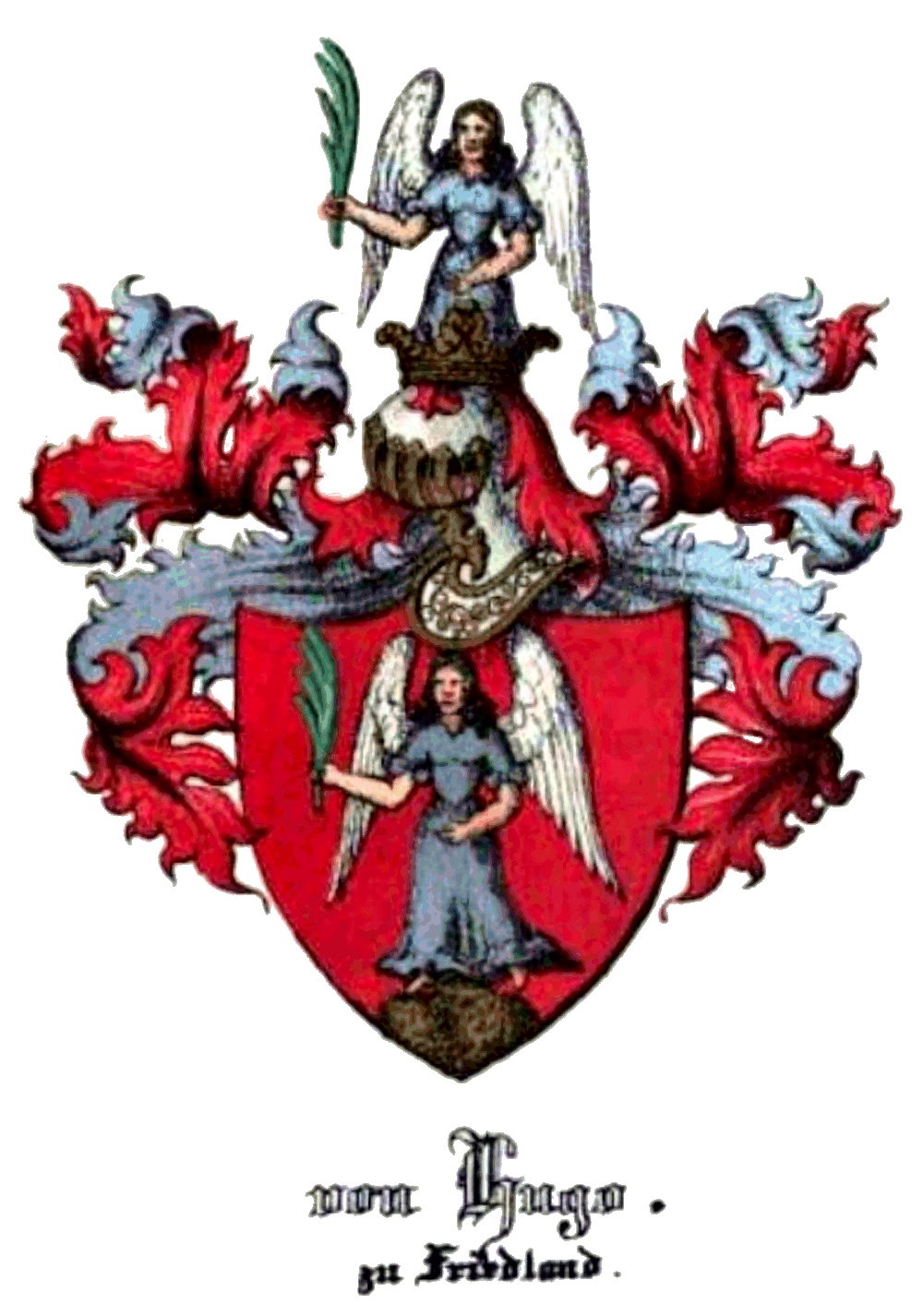
Wappen derer von Hugo (1742)

Die Familie von Hugo ist ein mindestens seit dem 16. Jahrhundert in Niedersachsen nachweisbares Adelsgeschlecht.

## Geschichte
Die Hugos, später geadelte von Hugos, gingen anfangs aus Pfarrer- und Bauernfamilien hervor. Mit dem Aufstieg durch ihre Heiratspolitik und insbesondere durch ihren stetig anwachsenden Bildungsstand stellten sie über Generationen unter anderem Beamte wie Amtmänner, Hof- und Geheimräte, Mediziner und Juristen in staatlicher Anstellung zunächst insbesondere im Kurfürstentum Braunschweig-Lüneburg.
Das Geschlecht von Hugo stammt nach einer Familientradition ursprünglich aus Lothringen und verließ, obwohl es dort angesehen war, im 16. Jahrhundert infolge des Religionszwanges seine Ursprungsheimat. Es ließ sich dann in der Nähe von Minden nieder. Der älteste bekannte Stammvater war Henry Alphonse de Hugo (* 1487), 1530 zu Tornay, verheiratet mit Josefine, geb. La (Le) Vaillant du Châtelet. Deren Sohn Gerhard Hugo, mit dem das GHdA erst die urkundlich gesicherte Stammreihe beginnt, war 1550 Pastor und verheiratet mit Elisabeth Lichtebecke. Diese hatten zwei Söhne: Hilmar wurde Stammvater einer im Hannoverschen angesessenen, 1742 geadelten Familienlinie von Hugo, und Kurt, Offizier bei der holstein-schaumburgischen Leibgarde, vermählt mit Lucia, geb. von Mandelsloh. Kurt und Lucia wurden Stammeltern einer ebenfalls im Hannoverschen, 1732 geadelten Linie von Hugo, mit vereinigtem Wappen Hugo-von Mandelsloh (mit Beizeichen).
Das Geschlecht von Hugo wurde um 1776 von Johann Wilhelm Franz von Krohne noch zu dem neueren Adel des Fürstenthums Braunschweig-Lüneburg gezählt. Er stellte auch klar, dass Johann Friedrich Pfeffinger irre, wenn er die Hugos in seiner Braunschweig-Lüneburgischen Historie dem Adelsgeschlecht Mandelsloh zuzähle. Allerdings habe einer (Kurt) aus dem Geschlecht Hugo, der um 1590 Offizier bei der holstein-schaumburgischen Leibgarde war, eine (Lucia) geborene von Mandelsloh aus dem Stift Verden geheiratet, wodurch er in den Besitz einträglicher Güter in den Grafschaften Hoya und Schaumburg gelangte. Diese musste sein Sohn Statius Hugo im Dreißigjährigen Krieg aber größtenteils wieder veräußern. Statius hatte zwei Söhne: Ludolf und Conrad. Ludolf Hugo wurde durch seine Gelehrsamkeit und seine dem Haus Braunschweig-Lüneburg geleisteten Dienste berühmt. Nach vollendetem Studium durchreiste er mehrere europäische Länder und wurde bei seiner Rückreise aus Schweden zum herzoglich mecklenburgischen Hofrat ernannt. Weil er aber bald darauf in herzoglich braunschweig-cellische und hannoversche Dienste gewünscht wurde, begab er sich in letztere. Nachdem er Legationsrat in verschiedenen Gesandtschaften gewesen war, wurde er 1677 zum hannoverschen Geheimen Rat und Vizekanzler ernannt. Diese Würden bekleidete er bis zu seinem Tod im September 1704. Da er nie verheiratet war, fiel sein Vermögen als Erbe den fünf Söhnen seines Bruders Conrad zu. Davon war der älteste Ludolf Heinrich Hugo, der zunächst hannoverscher Hofrat war, dann zum kaiserlichen Subdelegierten in Mecklenburg bestallt wurde. Darauf war er kurhannoverscher Comitialgesandter auf dem Immerwährenden Reichstag in Regensburg. Er wohnte zwei Kaiserwahlen als Zweiter braunschweig-lüneburgischer Wahlgesandter bei und starb 1749 in Regensburg. Von seinen Söhnen war der älteste Conrad Heinrich kaiserlicher Reichshofrat. Er verließ aber diese Dienste und war um 1776 großbritannischer Droste zu Brunstein und ritterschaftlicher Deputierter der grubenhagenschen Landschaft. Der hessen-hanauische Regierungsrat von Hugo (um 1776) war ein Sohn des vormaligen großbritannischen Generals Georg Eberhard von Hugo, des jüngsten Bruders des vorerwähnten Ludolf Heinrich. Die Familie war in Besitz der adeligen Güter Liethe, Müntzel, Holtensen, Seelze, Norten, Lindenberg, Stolzenau und Riddagshausen. Im Hannoverschen war eine weitere Linie von Hugo im Besitz des Ritterguts Groß-Schneen.
Von den Hugo zu Seelze erhielten der Vizepräsident Hermann Conrad Hugo, der Oberamtmann Heinrich Christoph Hugo zu Stolzenau, der Hofrat und Leibarzt August Johann Hugo und der Oberst Georg Johann Hugo, Brüder, von Kaiser Karl VI. am 29. Dezember 1732 einen kaiserlichen Adelsbrief, der am 15. Mai 1745 in Hannover publiziert wurde.
Von den Hugo zu Friedland erhielt der geheime Kanzleisekretär Philipp Conrad Hugo 1742 einen kaiserlichen Adelsbrief. Sein Sohn Georg Christoph Hugo erhielt am 8. Juli 1767 ebenfalls einen kaiserlichen Adelsbrief, publiziert am 19. Mai 1795 in Hannover.

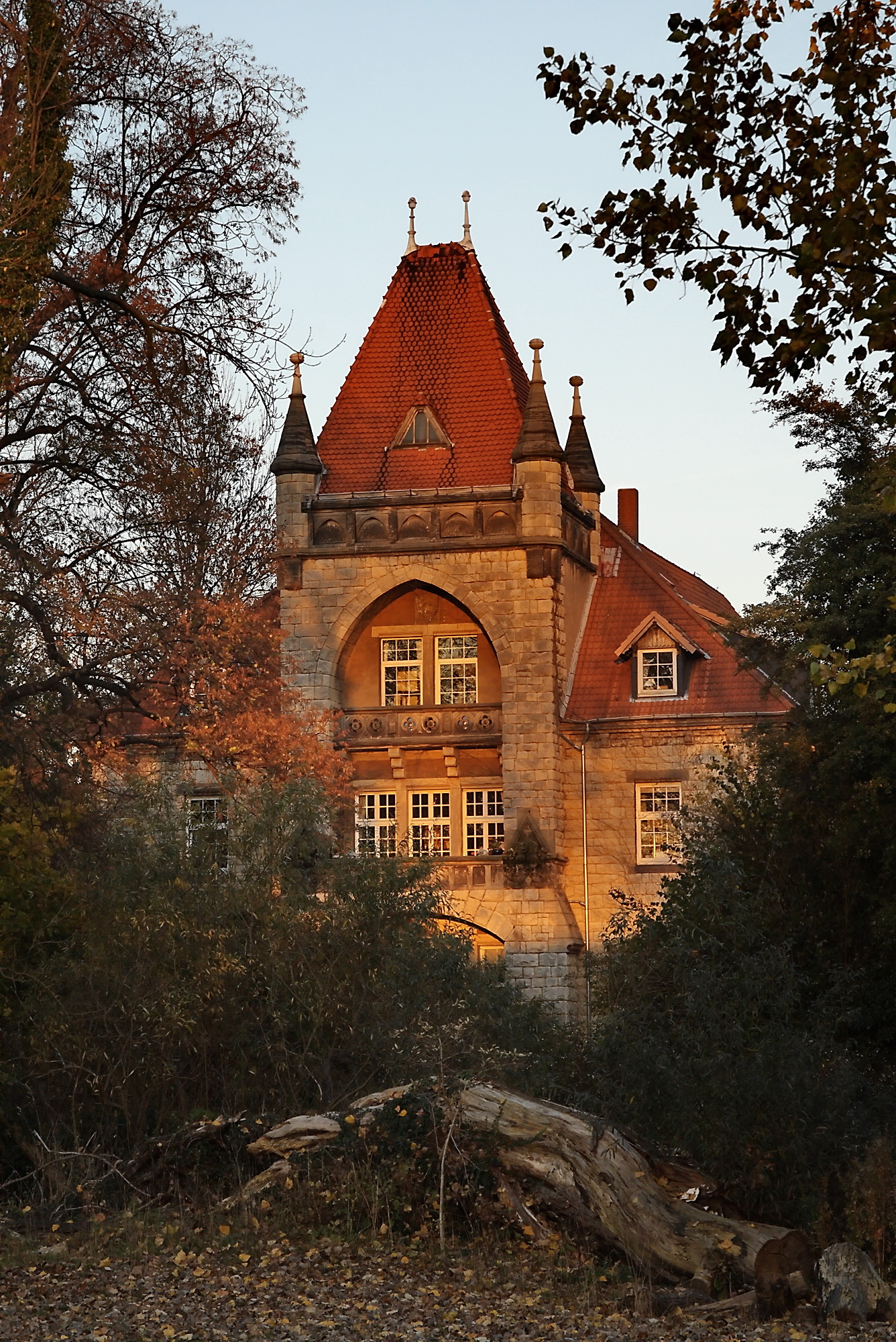
Wasserschloss auf Gut Rössing

Der Jurist Lothar von Hugo auf Friedland (1890–1975) heiratete 1927 auf Gut Rössing Johanna Freiin von Rössing (* 1906), vormals auf Gut Rössing, die Tochter des präsidierenden Landschaftsrats der Ritterschaft des Fürstentums Hildesheim und königlich preußischen Majors a. D. Louis Freiherr von Rössing auf Rössing. Ihr ältester Sohn Gerhard von Hugo (1928–2018) wurde 1949 von seiner Großtante mütterlicherseits, Helene Freiin von Rössing († 1964), adoptiert, übernahm von seiner Mutter das Gut Rössing und nahm den vereinten Namen Freiherr von Rössing und von Hugo an, wozu ihm 1952 vom Deutschen Adelsrechtsausschuss eine Nichtbeanstandung ausgesprochen und er mit seiner Familie in die freiherrliche Abteilung des Genealogischen Handbuchs des Adels aufgenommen wurde. Sein Sohn, (Kurt-)Alexander Freiherr von Rössing und von Hugo (1960–2017), bewirtschaftete das Gut seit 1995.

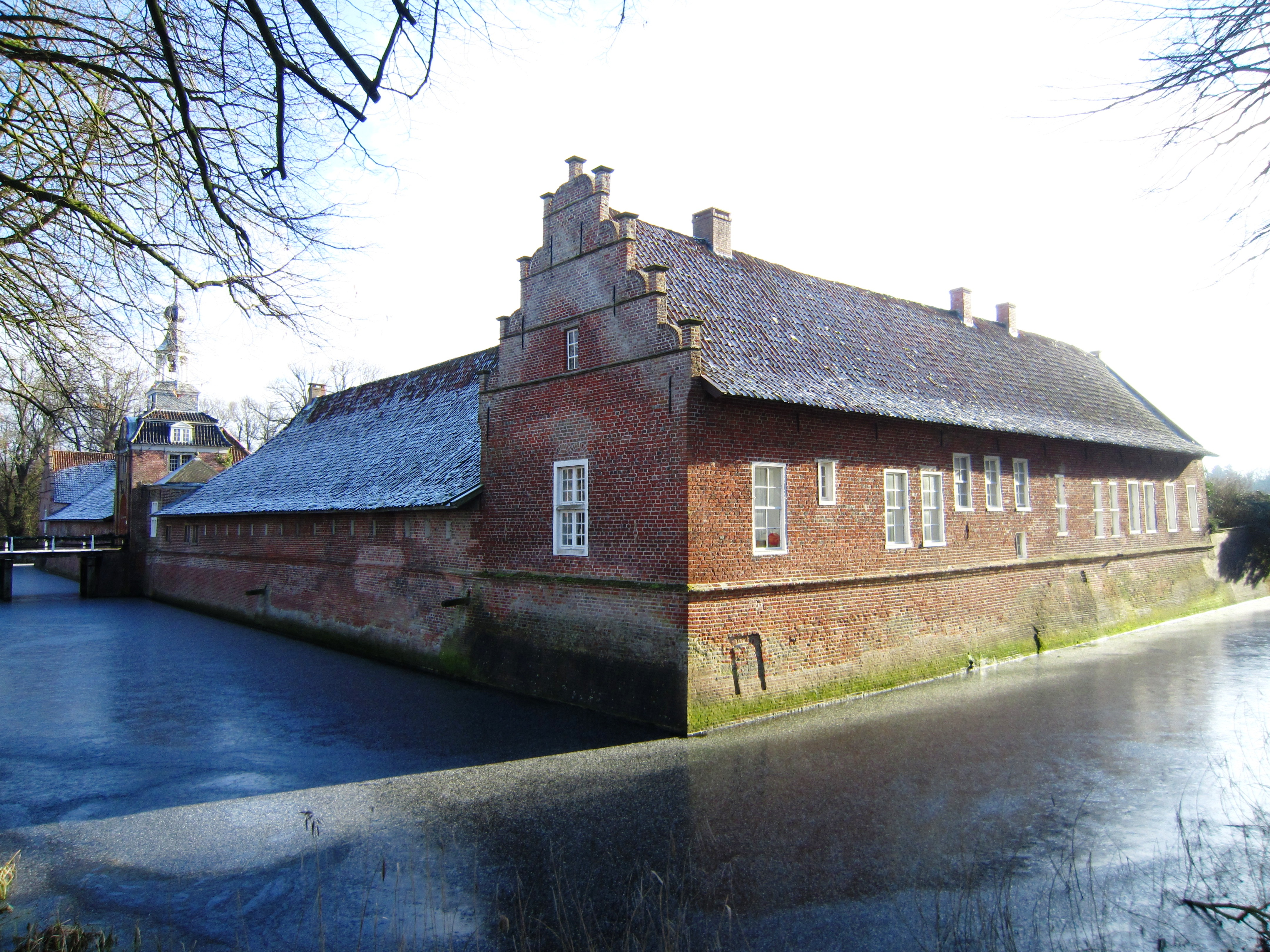
Schloss Lütetsburg

Ein jüngerer Sohn von Lothar von Hugo und Johanna von Hugo geb. Freiin von Rössing, Jörg von Hugo, heiratete 1968 zu Lütetsburg Huberta Gräfin zu Innhausen und Knyphausen (1942–2011), Tochter des Karl-Theodor Graf zu Innhausen und Knyphausen (1910–1942) auf Pansewitz, Insel Rügen, Nichte des letzten (Wilhelm-Edzard, 1908–1978) und Enkelin des zweiten Fürsten zu Innhausen und Knyphausen, Dodo (1876–1931), und daher trug er gemäß § 1355 BGB seit 1979 den Namen von Hugo-Graf zu Innhausen und Knyphausen. Die aus der Ehe stammenden Kinder Tido, Alvo und Theda führen den Namen Graf bzw. Gräfin zu Innhausen und Knyphausen. Die Familie bewohnt Schloss Lütetsburg.

## Bekannte Mitglieder (Auswahl)
- Ludolf Dietrich Hugo (1623–1704), Jurist, Politiker, Diplomat, Staatswissenschaftler und Vizekanzler[13]
- August Johann von Hugo (1686–1760), Erbherr auf Liethe, kurhannoverscher Hofrat und Leibmedikus[1]

## Wappen
- Blasonierung des Stammwappens (Kaiserliche Adelsbriefe von 1742 und 1767): In Rot (oder Blau) ein silberner Engel mit grünem Palmzweig (auf goldenem Hügel). Auf dem gekrönten Helm mit rot-silbernen (oder blau-silbernen) Decken der Engel wachsend.[8]
- Blasonierung des vermehrten Wappens (Kaiserlicher Adelsbrief von 1732): Gespalten, vorn das oben beschriebene Stammwappen, hinten (ähnlich von Mandelsloh): in Blau ein rotes goldbeschlagenes Jagdhorn zwischen oben einen goldenen Stern und unten einer goldenen Rose. Auf dem gekrönten Helm mit links rot-silbernen und recht blau-silbernen Decken der Engel bis zum Knie.[8]

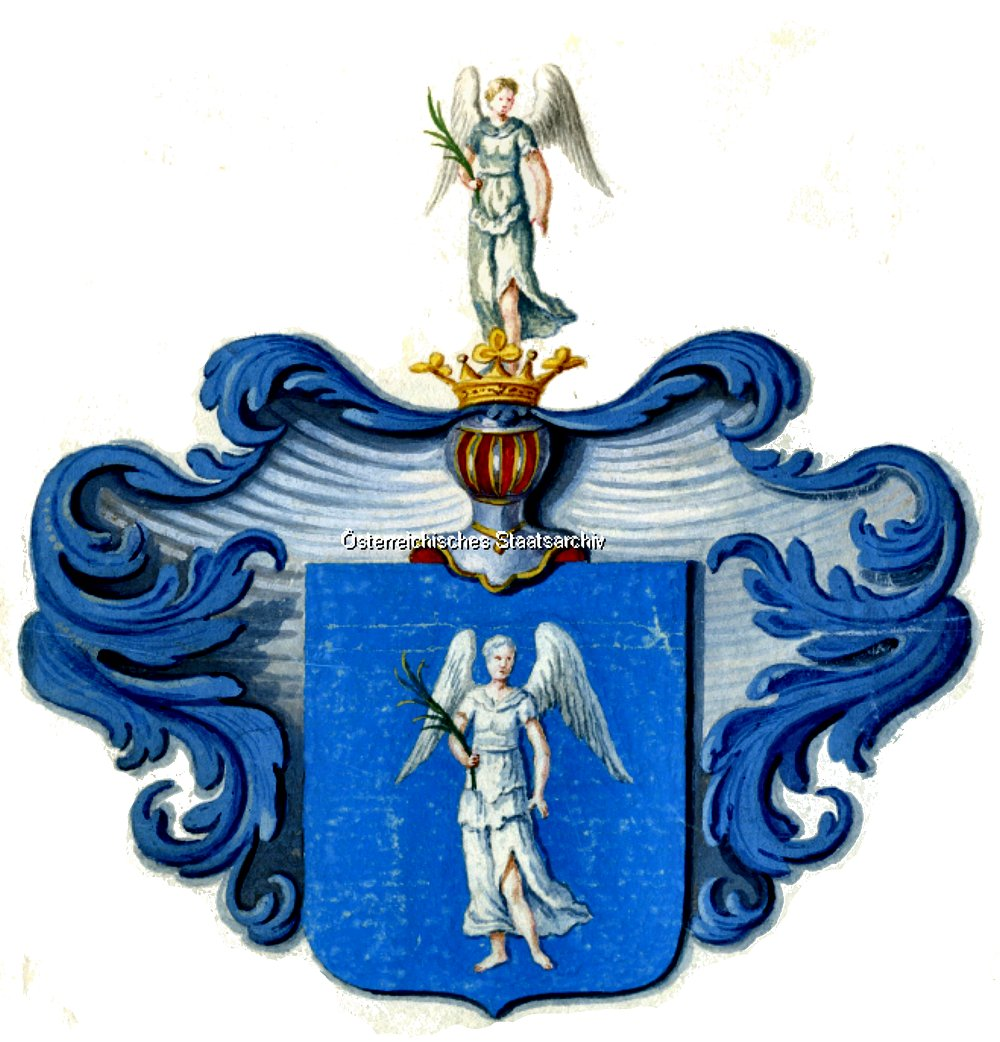
Wappen derer von Hugo (1742/1767) im Österreichischen Staatsarchiv
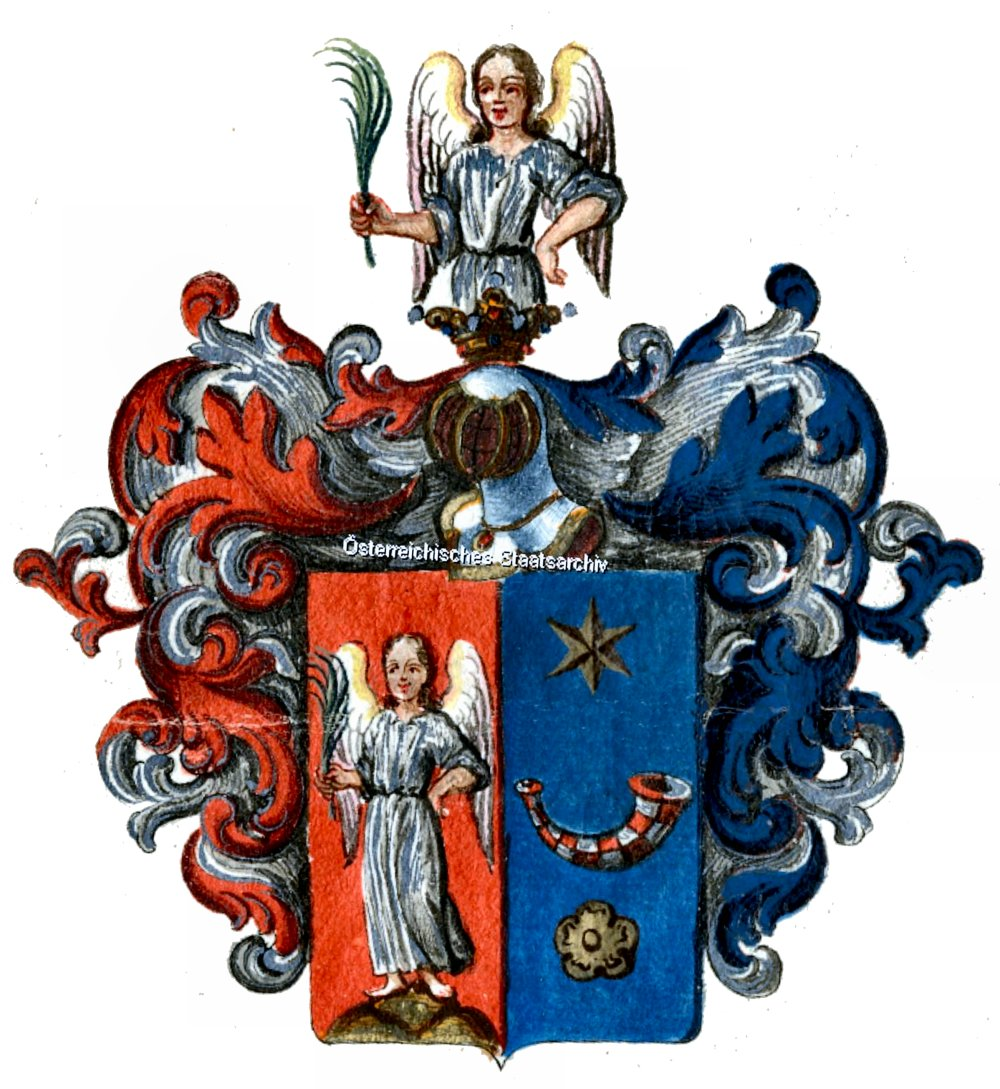
Wappen derer von Hugo (1732) im Österreichischen Staatsarchiv
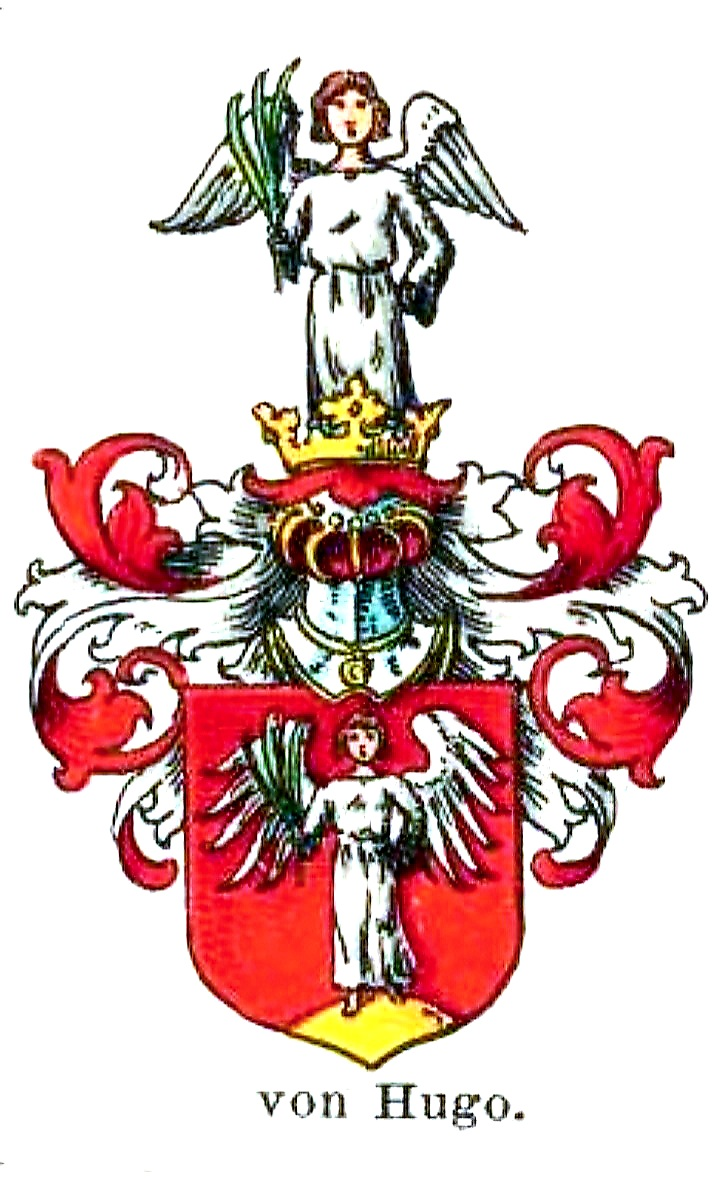
Wappen derer von Hugo (1742/1767), Grafik von Adolf Matthias Hildebrandt
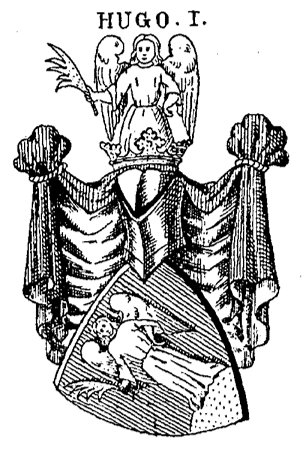
Wappen derer von Hugo (1742/1767) in Siebmachers Wappenbuch
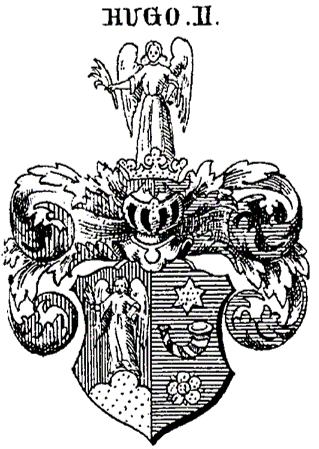
Wappen derer von Hugo (1732) in Siebmachers Wappenbuch